# 萧合达叛乱
萧合达叛乱，是夏仁宗李仁孝大庆元年（1140年）由夏州都统萧合达發起的一次叛乱。

## 叛乱过程
萧合达原是辽将，辽朝成安公主嫁给夏崇宗乾顺，他扈从来夏，有口才，骁勇善于骑射。开始被授予文思使的职位，后来担任右侍禁，随从军队征讨立下战功，升副都統，賜西夏国姓李姓。西夏元德元年（1119年），在宋夏的统安城之战中带领别瞻军（负责后勤部队）士兵，将北宋名将刘法斩首，因此功官至西夏夏州都统。因夏崇宗李乾顺即位后，金朝崛起，西夏对金称臣，萧合达上书反对没有被采纳。1125年，辽亡，成安公主绝食死，萧合达不平，乘新帝夏仁宗李仁孝刚立，萧合达散尽家财收买军士。
西夏大慶元年春四月，萧合达占据夏州起兵。夏州都押牙劉洪裕不愿与之叛乱，削髮逃去。
六月，萧合达包圍西夏陪都西平府。
他联络阴山的乙室耶刺和河东的契丹人，企图拥立辽朝皇室后裔，恢复辽朝。辽国残部河東八館、山金司、南北王府等响应叛乱，图谋攻克灵州，恢复辽国。
七月，合達攻克盐州，掠夺盐池，获得大量食盐，劫掠仓库，骑兵部队扰掠西夏京畿之地，西夏朝廷大震。
夏仁宗命静州都统任得敬出兵平叛。。萧合达用金钱诱骗西夏河套地区的州府叛乱，这些州府有的严词拒绝，有的扣押了萧合达的使者，只有任得敬善待萧合达的使者，套出不少情报。
任得敬得到情报，上表夏仁宗，说叛军有勇无谋，夺得盐州后士气骄纵，围困灵州2个多月，士兵倦怠，所以请求夏仁宗让自己出兵偷袭夏州，出其不意。任得敬出师顺利，西夏大慶元年冬十月，任得敬收復夏州。收复夏州后，进兵盐州，萧合达败死。
因平叛有功，夏仁宗本想把任得敬调往内廷，濮王李仁忠上书夏仁宗，希望对任得敬封赏，仁宗从之。任得敬升为翔庆军都统军，封西平公。。

## 影响
萧合达叛乱是西夏中期的一次军事危机，任得敬平定后，新即位的夏仁宗对任得敬大加封赏，使之掌灵州军政大权，为任得敬此后对专权埋下隐患。此次平叛也威慑了西夏东部归附西夏的契丹残余势力。
1. ↑  《西夏书事／卷35》: 統安之役，諸將畏劉法勇，莫敢當其鋒；合達奮擊敗之，率死士數百人追至蓋朱危，得法首還，以功擢都統，鎮夏州。
2. ↑  《西夏书事／卷35》: 牙劉洪裕不從，削髮逃去。合達盡散家財給軍士，據州城叛，遣兵四出俶擾。
3. ↑  《西夏书事／卷35》: 都押牙劉洪裕不從，削髮逃去。
4. ↑  《西夏书事／卷35》: 六月，合達圍西平府。
5. ↑  《西夏书事／卷35》:河東八館、山金司、南北王府前置北鄙諸契丹蜂起應之，合眾數萬，圍靈州
6. ↑  《西夏书事／卷35》:七月，合達分兵陷鹽州...據鹽池，發倉庫，盡掠諸州所牧地，遊騎直逼賀蘭，興州大震。
7. ↑  《西夏书事／卷35》:八月，靜州統軍任得敬請兵討夏州。
8. ↑  《西夏书事／卷35》:合達遣使以重幣約河南諸州同叛，或拒之不納，或執使以獻。獨得敬善待使人，探問賊中機事，盡得其實。
9. ↑  《西夏书事／卷35》:（任得敬）乃上表言：「賊素無謀，眾皆烏合，所恃者契丹餘部，以戚裏連謀，然其勢易離也。陛下誠下令安撫，赦其已住，許其自新，約還舊部，給以資糧，當必有響應者。又賊頓兵靈武，已逾兩月，今新破鹽州，士氣驕甚。夏州距靈州五百餘里，定然無備，臣請以州兵合諸將襲之，可獲全勝。」仁孝遂命得敬出師。
10. ↑  《西夏书事／卷35》:進攻鹽州，擊蕭合達，大破之。合達走死。
11. ↑  《西夏书事／卷35》: 得敬獻捷，仁孝欲擢內職，濮王仁忠言：「得敬兵威震懾河南，今大亂甫平，遽解兵柄，非所以靖反側也。宜崇其爵秩，以係軍民之望。」仁孝授以都統軍，封西平公，賞賚甚厚。